# Жарки
Жарки (пол. Żarki) — місто в південній Польщі.
Належить до Мишковського повіту Сілезького воєводства.

## Демографія
Демографічна структура станом на 31 березня 2011 року:
|          | Загалом | Допрацездатний вік | Працездатний вік | Постпрацездатний вік |
| -------- | ------- | ------------------ | ---------------- | -------------------- |
| Чоловіки | 2173    | 464                | 1475             | 234                  |
| Жінки    | 2310    | 430                | 1381             | 499                  |
| Разом    | 4483    | 894                | 2856             | 733                  |